# ALSOK福島
ALSOK福島株式会社（アルソックふくしま）は、福島県全域を営業エリアとする警備会社。本社を福島県郡山市に置くALSOKの関連会社。

## 概要
1969年4月に綜合警備保障と日本化成の共同出資により設立。機械警備・工場などの常駐警備・現金輸送警備をおもな業務としている。
金融機関の警送業務や福島空港の空港保安警備業務なども行っている。
2004年に日本化成が保有する株式を綜合警備保障に譲渡。これにより綜合警備保障の100%子会社となった。
2015年7月13日に商号を「福島綜合警備保障株式会社」から変更した。

## 本社・支社
- 本社・警送支社/郡山市喜久田町字松ヶ作16-98
- 常駐支社/郡山市喜久田町字卸一丁目71-1 丸三ビル2F
- 郡山支社/郡山市虎丸町14-2　社団法人郡山法人会会館
- 福島支社/福島市松浪町6-18　福綜ビル
- いわき支社/いわき市平谷川瀬字三十九町43-1
- 県南支社/白河市北真舟25-2　パークシティ104
- 会津若松支社/会津若松市インター西97
- 相双支社/南相馬市原町区桜井町2丁目376番地

## 沿革
- 1969年4月 - 福島綜合警備保障株式会社を設立。福島県いわき市に本社を置く。
- 1974年6月 - 本社をいわき市から郡山市に移転。
- 1991年7月 - 東邦銀行の警送業務開始。
- 2015年7月 - 商号をALSOK福島株式会社へ変更。